# میکائیل پوته
میکائیل پوته (انگلیسی: Mickaël Poté؛ زادهٔ ۲۴ سپتامبر ۱۹۸۴) بازیکن فوتبال اهل فرانسه است.
از باشگاه‌هایی که در آن بازی کرده‌است می‌توان به باشگاه فوتبال دینامو درسدن، باشگاه فوتبال کلرمون فوت، باشگاه فوتبال کن، باشگاه فوتبال اومانیا، باشگاه ورزشی آدانا دمیرسپور، باشگاه فوتبال لو مان، و باشگاه فوتبال نیس اشاره کرد.
وی همچنین در تیم ملی فوتبال بنین بازی کرده‌است.